# Manuel Gonçalves
Manuel Gonçalves e Silva, mais conhecido como Manuel Gonçalves, (Assaré, 26 de março de 1928 — Fortaleza, 21 de outubro de 1987) foi um advogado e político brasileiro, outrora deputado federal pelo Ceará.

## Dados biográficos
Filho de Antônio Francisco de Oliveira e Maria Isabel de Oliveira. Advogado formado pela Universidade Federal do Ceará em 1974, elegeu-se deputado federal pelo MDB em 1978, migrou para o PP quando restauraram o pluripartidarismo em 1980. Contudo, a incorporação de seu novo partido ao PMDB em 20 de dezembro de 1981 o fez mudar para o PDS e nesta legenda foi reeleito em 1982.
Votou a favor da Emenda Dante de Oliveira em 1984 e escolheu Paulo Maluf no Colégio Eleitoral em 1985. Candidato a um novo mandato via PFL em 1986, não foi bem-sucedido e abandonou a política no início do ano seguinte. Faleceu vítima de um tumor cerebral.